# Волтер Родні
Волтер Родні — гаянський історик, політичний активіст та дослідник.
Широко визнана оригінальність його дисертації на тему работоргівлі на узбережжі Верхньої Гвінеї, котра була опублікована Oxford University Press у 1970 році під назвою «A History of the Upper Guinea Coast 1545—1800», і поставила під сумнів тогочасні конвенційні уявлення. Відомий завдяки книзі «How Europe Underdeveloped Africa», у якій стверджує, що експлуатація Африки європейськими колоністами призвела до сучасної недорозвиненості континенту.
Родні був яскравим критиком ролі середнього класу у Карибському басейні після незалежності, панафриканістом та марксистом. Він стверджував, що «лише під прапором соціалізму і під лідерством робітничого класу» Африка може звільнитись від імперіалізму. Був убитий у 1980.

## Біографія
Волтер Ентоні Родні народився в родині Едварда та Полін Родні в м. Джорджтаун у Гаяні 23 березня 1942 року.
Родні здобув багато академічних нагород, стипендії та відзнак. Він відвідував Королівський коледж, найкращу чоловічу середню школу в Гаяні, яку закінчив першим у рейтингу свого класу  в 1960 році, отримавши стипендію на навчання в Університеті Вест-Індії (UWI) у Мона на Ямайці. Там він здобув ступінь бакалавра історії  в 1963 році, отримавши винагороду факультету мистецтв.
Родні поєднав своє навчання з активізмом і став голосом для недостатньо представлених та безправних — це відрізняло його від своїх колег з академічних наук. Його інтерес до боротьби робітничого класу розпочався в молодому віці зі знайомства з політикою за допомогою батька, і продовжувався його участю в дискусійних та навчальних групах протягом студентських років.
У 1966 році Родні здобув ступінь доктора історичних наук в школі східних та африканських студій у Лондоні, у віці 24 років. Його дисертація, яка висвітлювала работоргівлю на Верхньому узбережжі Гвінеї, була опублікована Oxford University Press в 1970 р. під назвою «Історія верхнього узбережжя Гвінеї 1545—1800 рр» Ця робота проілюструвала поєднання його позицій як інтелектуала та активіста, адже він оскаржував переважаючі припущення про історію Африки та висував власні ідеї та моделі аналізу історії пригнічених народів. Під впливом руху Black power в США, революціонерів третього світу та марксистської теорії, Родні почав активно кидати виклик статусу кво. Завдяки своїй дисертації Родні здобув широку популярність за свою оригінальність в оскарженні традиційної загальноприйнятої точки зору з цієї теми.
Родні багато подорожував і став відомим у світі як активіст, науковець та оратор. Викладав в Університеті Дар-ес-Салама в Танзанії в періоди 1966-67 і 1969—1974 років, а в 1968 році в своїй alma mater -  університеті Вест-Індії на Ямайці. Він різко критикував середній клас за його роль у Карибському басейні після незалежності. Однак, на відміну від своїх колег, Родні включав у цей діалог також і представників робітничого класу, включаючи растафаріан (одну з найбільш маргіналізованих груп Ямайки).
Родні був рішучим критиком капіталізму і стверджував, що лише під «прапором соціалізму і завдяки керівництву робітничих класів» Африка може відірватися від імперіалізму. Діяльність Родні привернула увагу уряду Ямайки. І після відвідування ним конференції чорних письменників 1968 року в Монреалі ямайський уряд на чолі з прем'єр-міністром Х'ю Ширером оголосив Волтера Родні персоною нон-грата. Рішення заборонити йому коли-небудь повертатися на Ямайку та його подальше звільнення університетом Вест-Індії в Мона викликала протести студентів та бідних людей  Західного Кінгстона, які переросли в бунт, відомий як «Бунт Родні», що призвів до шести смертей і заподіяння збитків мільйонам доларів. Повстання, що розпочалися 16 жовтня 1968 р., викликали підвищення політичної самосвідомості в Карибському басейні, особливо серед афроцентричного растафаріанського сектору Ямайки.
У 1969 р. Родні повернувся в університет Дар-ес-Салама в Танзанію, де до 1974 року обіймав посаду професора історії. У тому ж році були опубліковані його виступи та лекції перед робітниками Ямайки під назвою «Groundings With My Brothers», які стали центральними для Карибського руху «Чорної сили», а сам Родні був визнаний видатним панафриканістом, марксистом, і, проживаючи в Дар-ес-Саламі, він мав великий вплив на розробку нового центру африканських студій та дискусій.
У 1974 році Волтер Родні повернувся з Танзанії до Гаяни, повинен був зайняти посаду професора Університету Гаяни, але уряд країни завадив його призначенню. Стаючи все активнішим в політиці, він заснував Альянс робітників (Working People's Alliance), партію, яка забезпечувала найбільш ефективну і надійну опозицію авторитарному уряду Народного національного конгресу (People's National Congress). Він проводив публічні та приватні промови по всій країні, що сприяло зародженню нової політичної свідомості в країні. У цей період він розробляв свої ідеї щодо самовизволення трудящих, народної сили та багаторасової демократії.
Коли Альянс робітників (WPA) набув популярності, Народний національний конгрес (PNC) розпочав кампанію з залякування Альянсу робітників, включаючи поліцейські рейди, обшуки та побиття. 11 липня 1979 року були спалені два урядові офіси, у зв'язку з чим Волтер разом і сім інших підозрюваних були заарештовані. Родні та четверо інших (відомі як «П'ятірка Референдуму») зіткнулися з надуманими звинуваченнями у підпалах, але, не маючи доказів, та під пильною увагою з боку міжнародних прихильників уряд був вимушений відмовитись від цих звинувачень.
Голос Родні не обмежувався Африкою та Карибським басейном, але також був почутий у США та Європі. На початку середини 1970-х він брав участь у дискусіях та лекціях з Асоціацією вивчення африканської спадщини в університеті Говарда; Інститут чорного світу в Атланті, штат Джорджія; Дослідницький центр африканських студій при Університеті Корнелла; та Державний університет Нью-Йорка в Бінгемтоні.
Однак переслідування тривали: двоє членів партії були вбиті, а уряд відмовив Родні та іншим у дозволі на закордонні подорожі. Незважаючи на це, Родні продовжував політичну роботу і відвідав урочистості на честь незалежності Зімбабве у травні 1980 року.
Через місяць після повернення з Зімбабве, 13 червня 1980 року, Родні загинув у Джорджтауні, у віці тридцяти восьми років, через вибух бомби в його автомобілі. З його родини залишилися дружина Патрісія та троє дітей. Його брат Дональд Родні, який постраждав у результаті вибуху, заявив, що сержант Сил оборони Гаяни на ім'я Грегорі Сміт передав Волтеру бомбу, яка його вбила. Після вбивства Сміт втік до Французької Гвіани, де він помер у 2002 році.
Поширеною, але не доведеною є  думка, що вбивство було замовлене президентом Гаяни Лінденом Форбс Бернемом. Родні вважав, що різні етнічні групи, які історично були безправними відномно правлячого колоніального класу, повинні працювати разом, з чим не погоджувався з Бернем.
На початку 2015 року було проведено розслідувальну комісію (COI), під час якої виступив новий свідок, Холланд Грегорі Годвуд, який заявив, що є давнім другом Родні та колишнім членом Альянсу робітників. Годвуд повідомив, що Родні подарував йому детонатори за кілька тижнів до вибуху, просячи допомоги у складанні бомби. Крім того, та сама розслідувальна комісія (COI) у своєму звіті зробила висновок, що смерть Родні була вбивством, організованим державою, і що тодішній прем'єр-міністр Форбс Бернем повинен був знати про цю змову.

## Академічний вплив
Найвпливовіша книга Родні — «How Europe underdeveloped Africa», була опублікована в 1972 р. У ній він фокусується на експлуатації Африки європейськими колоністами, що безпосередньо призводить до сучасної недорозвиненості більшої частини континенту. Книга стала надзвичайно впливовою, а також суперечливою: її новаторство полягало в тому, що в ній була представлена інакша точку зору на питання недорозвиненості в Африці. Аналіз Родні вийшов далеко за рамки конвенційного на той час підходу у дослідженні недорозвиненості третього світу.

"Замість того, щоб цікавитись насамперед взаємозв'язками африканської торгівлі та політики, як багато хто з нас в той час, Волтер Родні зосередив свою увагу на сільськогосподарській основі африканських громад, на продуктивних силах всередині них та на процесах соціальної диференціації. В результаті його дослідження підняло цілу низку нових питань, що стосуються природи африканських соціальних інститутів на узбережжі Верхньої Гвінеї в шістнадцятому столітті та впливу атлантичної работоргівлі. Його робота стимулювала подальші дослідження Західної Африки, і ініціювала дебати, які продовжуються і зараз, та поширюються на весь спектр історії Африки.
"Викладаючи в університетах Дар-ес-Салаама та Вест-Індії, він створив і підтримував існування великої кількості дискусійних груп, які залучили багатьох людей, котрі мали обмежену формальну освіту або не мали її взагалі. Як письменник, він намагався вибудувати зв'язок з тисячами людей через «The Groundings with my brothers (1969) та впливову книгу „How Europe underdeveloped Africa“ (1972)» 
-  коментар професора Джона Річарда Грея, History Today, т. 49, випуск 9, 1980 рік.
«Коли ми думаємо про Уолтера Родні як про революційного науковця, ми говоримо про дві речі: радикального вченого і його революційний внесок у вивчення історії, тобто, Історію Африки. Волтер Родні був вченим-новатором, який давав нові відповіді на старі питання і ставив нові питання стосовно вивчення Африки». 
- виступ професора Вінстона Макгоуана на симпозіумі у пам'ять Волтера Родні, який відбувся в Йоркському коледжі, США, у червні 2010 року.
У новій передмові до книги Родні академічна та політична активістка Анджела Девіс зазначає: «Вичікувати», наполягає він [Родні], «або навіть рухатись повільно, поки інші стрибають вперед, практично рівнозначно руху назад». У «How Europe underdeveloped Africa» Волтер Родні наполегливо стверджує, що імперіалізм та різноманітні процеси, що підсилювали колоніалізм, створили непрохідні структурні бар'єри економічному, а отже, і політичному та соціальному прогресу на континенті. У той же час його аргументи не покликані звільнити африканців від «остаточної відповідальності за розвиток». Девіс також звертає увагу на те, що Родні не ігнорував гендерні проблеми. Навпаки, він звертається до ролі гендеру. Він зазначав, що в умовах колоніалізму «соціальні, релігійні, конституційні та політичні привілеї та права африканських жінок зникли, поки економічна експлуатація тривала і часто посилювалася».
Уґрунтований в громаді підхід до загальної освіти протягом 1960-х років та детальні описи його педагогічного підходу в Groundings (1969 р.) підтверджують його роль як важливого критичного педагога та сучасника Пауло Фрейра .

## Спадщина
Смерть Родні була відзначена у вірші Мартіна Картера під назвою «For Walter Rodney» поета Лінтона Квесі Джонсона у «Reggae fi Radni» та Камау Братвейта в його поемі «Poem for Walter Rodney» (Elegguas, 2010).
У 1977 році Центр африканських студій у Бостонському університеті відкрив серію лекцій Волтера Родні.
У 1982 році Американська історична асоціація посмертно вручила Волтеру Родні нагороду Альберта Дж. Беверіджа за A History of the Guyanese Working People, 1881—1905.
У 1984 році Центр досліджень Карибського університету Ворик провів меморіальну лекцію Волтера Родні на знак визнання життя та творчості одного з найвидатніших науковців-активістів чорної діаспори в епоху після Другої світової війни.
У 1993 році уряд Гаяни посмертно нагородив Родні найвищим орденом держави. Уряд Гаяни також створив кафедру історії Волтера Родні в університеті Гаяни.
У 1998 р. Інститут досліджень Карибського басейну Університету Вест-Індії відкрив серію лекцій Волтера Родні.
У 2004 році вдова Родні Патрісія та його діти передали його тексти в бібліотеку Роберта Л. Вудраффа університетського центру Атланти . З 2004 року щорічний Симпозіум Волтера Родні проводиться 23 березня (день народження Родні) в Центрі за фінансової підтримки бібліотеки і департаменту політичних наук університету Кларк Атланта під патронажем сім'ї Родні.
У 2005 році в Лондонському районі Саутерк було встановлено меморіальну дошку на площі бібліотеки Пекхем на вшанування пам'яті доктора Волтера Родні, політичного активіста, історика та борця за свободу.
У 2006 році в Інституті досліджень розвитку Університету Дар-ес-Салама була проведена Міжнародна конференція про Волтера Родні.
У 2006 році на кафедрі афроамериканських та африканських студій Мічиганського університету був заснований Конкурс Есе Волтера Родні .
У 2006 році родиною Родні був створений Фонд Волтера Родні. Штаб-квартира знаходиться в Атланті і має на меті поділитися роботами та спадщиною Родні зі світом.
У 2010 році в Йоркському коледжі відбувся пам'ятний симпозіум Волтера Родні.
Кафедра афроамериканських студій університету Сіракуз встановила премію за академічні досягнення імені Анджели Девіс / Волтера Родні.
Департамент афроамериканських і африканських студій в Університеті Мічигану створив постдокторську стипендіальну програму Дюбуа — Мандела — Родні.
У 2012 році в Університеті Бінгемтона відбулася конференція Волтера Родні, що відзначає 40-ту річницю видання «How Europe Underdeveloped Africa».
Родні присвячений документальний фільм Клермон Чунг 2010 року, "W.A.R. Stories: Walter Anthony Rodney".
Вулиця Волтера Родні в лондонському районі Ньюхам була названа на його честь.